# 寒蟬黎明
《寒蟬黎明》（或譯為：寒蟬休日、寒蟬格鬥、暮蟬鳴泣時 破曉時分）是日本同人遊戲組織黃昏邊境開發的同人對戰動作遊戲，以同人遊戲《暮蟬悲鳴時》為原本。遊戲發售日是2006年8月13日。這款遊戲是黃昏邊境製作3D遊戲的第一次嘗試，並得到了《暮蟬悲鳴時》製作者07th Expansion的協助。龍騎士07特地為寒蟬黎明創作了劇本。這款遊戲的角色配音員和暮蟬悲鳴時廣播劇CD的角色配音員相同。
原日文標題名稱「ひぐらしデイブレイク」中的「ブ」使用紅色標記，標題常常被縮寫成「ひデブ」。另外於2006年12月31日發售的《暮蟬悲鳴時禮》中的昼壞篇是本遊戲的小說化產物。遊戲原聲音樂收錄了一則相關的短篇故事。遊戲原聲音樂同《寒蟬黎明改》一並於2007年4月22日發售。
在2008年4月，Alchemist宣布他們將會把寒蟬黎明移植到PSP。

## 遊戲概要
這款遊戲是2對2第三人稱射擊動作遊戲。操作方式和《機動戰士GUNDAM SEED 聯合vs.Z.A.F.T.》相類似。遊戲中出場的四位角色或由玩家掌控或由電腦操縱，其中每位角色可以選擇兩種不同性質的武器〈若有安裝《寒蟬黎明改》則為三種〉。根據按著射擊鈕時間長短，角色可以做出三種不同遠距離攻擊，前兩種各消耗不同的射擊量表，第三種則必須在第二射擊量表不為空時進行發動。量表會隨著時間恢復，然而在量表歸零時，直到補滿前都無法進行射擊動作。在遊戲的過程中，角色在做一些動作（諸如沖撞、防衛、跳跃等）時會受到耐力值（STAMINA）計量器的限制。一旦耐力值下降，以上動作將無法進行。當動作停止時，耐力值又會自動補充。如果耐力值是全滿的，玩家就能進入高級遊戲模式如果某隊隊員的HP值歸零，或是在HP歸零時受到額外打擊，代表那隊的氣球圖標的百分比值就會增加。當一隊的氣球膨脹到極限（默認值為100%）時，遊戲就會結束。遊戲最初只有三條劇情線，假如玩家能順利通過，他們將可以體驗新的劇情線。
劇情中出現了以下的雙人組合：
- 主角組（これぞ！主人公チーム）：前原圭一和龍宮蕾娜
- 迷惑孿生姊妹組（迷惑双子姉妹チーム）：園崎魅音和園崎詩音
- 努力豆丁組（頑張れちびっ子チーム）：古手梨花和北條沙都子
- 愛人組（熱愛アベックチーム）：鷹野三四和富竹次郎
- 興宮署特命刑警組（興宮署特命刑事チーム）：大石藏人和赤坂衛
- 雛見澤分校教師組（雛見沢分校先生チーム）：入江京介和知惠留美子
- 武鬥派園崎組（武闘派園崎組チーム）：園崎茜和葛西辰由

## 故事
還是和往常一樣的寧靜日子。一個小箱突如其來地落在當時正清掃着祭具殿週邊的古手梨花頭上。梨花開箱後見到裡面裝有兩塊勾玉（一塊是紅色，另一塊是白色）。這對勾玉的魔力可以支配持玉之人。持有紅玉的人會不由自主地愛上持有白玉的人。在其效果得到驗証以後，社團活動成員們決定以搏鬥的方式來贏得勾玉。一開始只是社團活動，到了後來大人也加入，引起了雛見澤大動亂。

## 登場人物
主角組
- 前原圭一（配音員：保志總一朗）

武器：轉校生棒球棍、哥爾夫球棍、證據隱滅之鏟（改）
近距離混戰及範圍攻擊皆在行的均衡型角色。
- 龍宮蕾娜（配音員：中原麻衣）

武器：愛用鉈、斷刃斧、鐵塊鉈（改）
無特定弱點的均衡型角色。
迷惑孿生姊妹組
- 園崎魅音（配音員：雪野五月）

武器：雙槍、特注水槍、暴徒鎮壓水槍（改）
是一位敏捷的範圍攻擊能手，弱點是近距離混戰。
- 園崎 詩音（配音員：雪野五月）

武器：搏鬥刀具、電擊槍、地下祭具殿之鞭（改）
是近距離混戰能手。她和魅音不同，弱點是範圍攻擊。
努力豆丁組
- 古手梨花（配音員：田村由香里）

武器：儀式用鋤、對鉈女用地拖、祭具殿的鐮刀（改）
動作遲緩，防禦力不高。擅長於空中攻擊。
- 北條沙都子（配音員：金井美香）

特選煙火套具、沙都子之陷阱講座、誘導煙火套具（改）
可在靈活的範圍内向對手發起攻擊，但造成的破壞很小。
熱戀情侶組
- 鷹野三四（配音員：伊藤美紀）

武器：毒藥注射器、毒氣罐、支援用發信機（改）
擅長破壞性攻擊，有時能給予搭檔有力的支援。
- 富竹次郎（配音員：大川透）

武器：生存照相機、靈能攝像機、衝鋒槍（改）
擅長近距離混戰，能在適當的範圍進攻，擁有不錯的防禦能力。
興宮署特命刑警組
- 大石藏人（配音員：茶風林）

武器：愛用的手槍、Hyper Arm、押收品倉庫（改）
是一位很強的角色。不論是攻擊力還是防禦力都非常高。
- 赤坂衛（配音員：子安武人、小野大輔（攜帶版））

武器：波動之極意書、空手之極意書、刹那之極意書（改）
類似於藏人的高手。屬於遠近攻擊都擅長的均衡型。
雛見澤分校教師組
- 入江京介（配音員：關俊彦）

武器：入江特製醫療裝置、入江特製入院裝置、入江特製救援裝置（改）
射擊式角色。
- 知惠留美子（配音員：折笠富美子）

武器：授課用T字定規、授課用圓規、授業用粉筆（改）
靈敏度非常高的角色。
武鬥派園崎組
- 園崎茜（配音員：井上喜久子）

武器：無銘、居合刀（改）
近身戰的高手。
- 葛西辰由（配音員：立木文彥）

武器：霰彈槍、機關槍、狙擊步槍（改）
防禦力很強。擅長遠距離攻擊的射擊系角色。

## 寒蟬黎明改
《寒蟬黎明改》（ひぐらしデイブレイク改）是一款新遊戲，於2007年4月22日發售，增加了新武器、新角色和新小組。

### 新增小組
- 部長私人組（部長さんの内緒チーム）：圭一和魅音
- 和姊姊一起組（ねーねーと一緒チーム）：沙都子和詩音
- 蕾娜抱回家組（レナのお持ち帰りチーム）：蕾娜和梨花

### 新增角色
- 羽入（配音員：堀江由衣）

武器：神之世界、鬼狩柳櫻
- 公由 夏美（配音員：水橋香織）

武器：母親的菜刀、祖母的鋸

## 寒蟬黎明 便携版
《寒蟬黎明 便携版》（ひぐらしデイブレイクPortable）是PSP的移植版，已於2008年發售。增加了關於羽入和夏美的新劇情，以及角色新的裝束和武器，新的片頭動畫及主題曲。

### 限定BOX特典
- 「圭一」「蕾娜」「梨花」的SD人物模型
- 廣播劇CD「君戀篇」（君恋し編）

### 預約特典
- 勾玉鑰匙扣（勾玉キーホルダー、紅色）

## 寒蟬黎明 便携版 MEGA EDITION

### 限定BOX特典
- 「悟史」「詩音」「魅音」的SD人物模型
- 廣播劇CD「幸探篇」（幸探し編）

### 預約特典
- 「オレが小此木だ!」キーカバー

### 新增角色
- 北條悟史（配音員：小林優）

武器：愛用的球棒、禮物的熊。
- 田無美代子（配音員：大浦冬華）

武器：奇跡的10元硬幣、兒童餐的旗子。
- 小此木（配音員：成田劍）

武器：修剪樹枝剪刀、手槍。

## 外部連結
- （日語）寒蟬黎明Portable官方網站